# Chaim Topol
Chaim Topol (en hebreu: חיים טופול) (Tel-Aviv, Mandat Britànic de Palestina, 9 de setembre de 1935 - Tel-Aviv, Israel, 9 de març de 2023) va ser un actor israelià.

## Biografia
Va ser cantant i actor en la segona promoció de la companyia artística "Najal" de l'exèrcit israelià, cofundador de la companyia "Batzal Yarok" ('ceba verda'), i després va treballar en el teatre i en pel·lícules del seu país, Israel. La seva obra més famosa, amb la qual va guanyar un Globus d'Or i va estar nominat a l'Oscar el 1971 va ser Fiddler in the roof, en català El violinista a la teulada.
Altres de les seves més notables aparicions en cinema van ser Galileu (1975), en què va interpretar Galileo Galilei, Flash Gordon (1980), en què se'l va poder veure com el doctor Hans Zarkov, ajudant Flash Gordon a lluitar contra el malvat Ming, i Només per als teus ulls (1981), en què va interpretar el paper de Milos Columbo.

## Filmografia
Filmografia:
- El Dorado (1963) - Benny Sherman
- Sallah Shabbati (1964) - Sallah Shabbati
- L'ombra d'un gegant (Cast a Giant Shadow) (1966) - Abou Ibn Kader
- Ervinka (1967) - Ervinka
- A Talent for Loving (1969)
- Before Winter Comes (1969) - Janovic
- The Going Up of David Lev (1971) (TV) - Chaim
- Ha-Tarnegol (1971)
- El violinista a la teulada (Fiddler on the Roof) (1971) - Tevye
- The Public Eye (1972) - Julian Cristoforou
- Galileu (1975) - Galileo Galilei
- The House on Garibaldi Street (1979) (TV) - Michael
- Flash Gordon (1980) - doctor Hans Zarkov
- Només per als teus ulls (For Your Eyes Only) (1981) - Milos Columbo
- The Winds of War (1983) (minisèrie de TV) - Berel Jastrow.
- Roman Behemshechim (1985) - Effi Avidar
- Queenie (1987) (TV) - Dimitri Goldner
- Tales of the Unexpected "Mr. Knowall" (1988) (TV) - professor Max Kelada
- War and Remembrance (1988) (TV) - Berel Jastrow
- SeaQuest DSV "Treasure of the Mind" (1993) (TV) - Dr. Rafik Hassan
- Time Elevator (1998) - Shalem
- Left Luggage (1998) - Sr. Apfelschnitt

## Premis

### Oscar
| Any  | Categoria             | Pel·lícula                 | Resultat |
| ---- | --------------------- | -------------------------- | -------- |
| 1971 | Oscar al millor actor | El violinista a la teulada | Candidat |